# Беллі-Кресус Ганіра
Беллі-Кресус Ганіра (25 березня 2000) — бурундійський плавець.
Учасник Олімпійських Ігор 2020 року, де в попередніх запливах на дистанції 100 метрів вільним стилем посів 64-те місце і не потрапив до півфіналів.